# Hiërodulen
Hiërodulen (Oudgrieks: ἱερόδουλοι ἄνδρες / hieródouloi ándres of ἱερόδουλαι γυναῖκες / hieródoulai gynaĩkes: tempeldienende mannen of tempeldienende vrouwen) waren in het oude Griekenland en Anatolië tempelslaven of -dienaars, en verder alle personen, die tot de dienst van een godheid behoorden. Het waren meestal de laagste klasse van de tempeldienaars, die met hun hele nakomelingschap voor altijd aan de tempel waren verbonden.

## Hiërodulen in het oosten
Ze stonden in dienst van de Godin van een tempel, vooral die van Inanna en Ishtar. Hun diensten omvatten meestal ook het assisteren bij of uitvoeren van de hieros gamos, de heilige vereniging.
In de oorspronkelijke cultus waren het tempelpriesteressen die de dienst leidden en aan het hoofd stonden van het beheer van alle aspecten van de samenleving die in de tempel gecentreerd waren. Zij hadden daarvoor hiërodulen ter beschikking, wier taken varieerden van het bewerken van de velden rond de tempel, tot het tempelonderhoud zelf en uiteraard het assisteren bij de tempeldiensten en plechtigheden met zang, dans en muziek bij de offers.
In Erech werden zij de nu-gig genoemd, de 'zuiveren'. Lilith zou volgens de tekst op een kleitablet een nu-gig geweest zijn, die "door Inanna werd uitgezonden om mannen van de straat te halen". Aan het hoofd van de tempel stond een entu of hogepriesteres in Soemerië, bijgestaan door naditu, dat waren volleerde gerespecteerde vrouwen met specifieke ambten, die in of bij de tempel woonden.
Aanvankelijk werd de hieros gamos als een volwaardige manier beschouwd om eenheid met het goddelijke principe te bereiken. Later is deze hoofdzaak meer en meer uit het oog verloren en verviel deze dienst in de tempel tot een zekere oppervlakkigheid die men dan tempelprostitutie is gaan noemen. Daarbij stonden dan zowel mannelijke als vrouwelijke hiërodulen ter beschikking.

## Hierodulen in het oude Griekenland
De Griekse tempels hadden slaven om de nederigste klusjes uit te voeren, maar vinden we ook vermeldingen in sommige Griekse tempels van vrije personen van beider kunne, die zich vrijwillig aan het dienen van een god hadden gewijd, en voor dewelke men gewoonlijk de term hieroduli gebruikt. Meesters, die aan hun slaven hun vrijheid wensten te geven, maar omwille van verschillende redenen hen niet konden vrijlaten, presenteerden hen aan bepaalde tempels als ἱερόδουλοι onder de mom van een gift of een verkoop, en verkregen aldus voor hen in werkelijkheid de vrijheid. Dergelijke gevallen van vrijlating komen vaak voor in inscripties. De vrouwelijke hieroduli, die zichzelf prostitueerden, zijn in Griekenland alleen te vinden in verband met de verering van goden, die van Oosterse afkomst waren, of waarvan vele religieuze riten uit het Oosten werden ontleend. Dit was het geval voor Aphrodite, die oorspronkelijk een oosterse godin was (of althans een deel van haar aspecten). In haar tempel in Korinthe waren er een duizend ἱερόδουλοι ἑταῖραι, en er was ook een groot aantal van dezelfde klasse van vrouwen in haar tempel in Eryx, in Sicilië.

## Voetnoten
1. ↑  Het woord ἱερόδουλοι treffen we relatief laat aan bij de antiek auteurs (Strabo, Pausanias, Plutarchus, Lucianus, ...). Herodotus spreek van ἄνδρες ἱεροί en ἱεραὶ γυναῖκες (II 6,7 en 56, VII 97, VIII 36); andere synoniemen zijn πάρθενοι ἱεραί (Plut., Rom. 21.), ὑπηρέται θεῶν (Diod. Sic., XVI 70.), δοῦλοι τοῦ θεοῦ (Paus., X 32.8.), γυναῖκες ἱεραὶ (Paus., X 56.2.), ἱεροί τοῦ θεοῦ ἄποικοι (Ath., IX 74 p. 173.).
2. ↑  Pausanias, X 32 § 8
3. ↑  Verder lezen: Curtius, de Manumissione sacra Graecorum, in Anecdota Delphica, Berlijn, 1843, pp. 10, & c.,... Vgl. Plutarchus, Amat. 21: Τῶν ἄλλων δεσποτῶν καὶ ἀρχόντων ἐλεύθεροι καὶ ἄφετοι καθάπερ ἱερόδουλοι διατελοῦσιν
4. ↑  Strabo, Geographika VIII viii. p. 378, vi. p. 272, comp. xii. p. 559.

## Verder lezen
- J-A. Hild, art. Hieroduli, in C. Daremberg - E. Saglio (edd.), Le Dictionnaire des Antiquités Grecques et Romaines, III.1, Parijs, 1900, pp. 171-174.
- T.T. Kroon, art. hierodulen, in T.T. Kroon, Mythologisch Woordenboek, 's Gravenhage, 1875.
- O. Seyffert, art. Hieroduli, in O. Seyffert, Dictionary of Classical Antiquities, Londen, 1894, pp. 293-294.
- W. Smith, art. Hieroduli, in W. Smith (ed.), Dictionary of Greek and Roman Antiquities, Londen, 1875, pp. 606-607.